# Jan van Beyma
Jan van Beyma (Leeuwarden, 10 juni 1848 - Den Haag, 25 juli 1900) was een Nederlands burgemeester.

## Familie
Van Beyma was een zoon van Jhr. Mr. Julius Matthijs van Beyma (1813-1898), officier van justitie, en Anna Catharina Adema (1814-1848). Hij trouwde met Lucia Aleida Kymmell (1852-1934). Hij was van 1874 tot 1876 burgemeester van Zuidwolde. Hij volgde in 1876 zijn achterneef U.J. Heerma van Beyma thoe Kingma op als burgemeester van Lemsterland en bleef aan tot 1885. Hij verhuisde later naar Vlaardingen. Van Beyma overleed op 52-jarige leeftijd.